# Бишта (село)
Бишта (словац. Byšta, угор. Biste) — село в Словаччині в Требішовському окрузі Кошицького краю. Село розташоване на висоті 286 м над рівнем моря. Населення — 160 чол. (переважно словаки). Вперше згадується в 1270 році. В селі є бібліотека, басейн та футбольне поле. Село розташоване у південній частині Солоних гір, неподалік від кордону з Угорщиною. Село відоме курортною зоною Бишта-Купеле.

## Населення
| Рік:            | 1994. | 2004.    | 2014.   | 2024. |
| --------------- | ----- | -------- | ------- | ----- |
| Кількість осіб: | 184   | 157      | 150     | 138   |
| Різниця:        |       | -14,67 % | -4,45 % | -8 %  |

| Рік:            | 2023. | 2024.   |
| --------------- | ----- | ------- |
| Кількість осіб: | 139   | 138     |
| Різниця:        |       | -0,71 % |